# Macchia Valfortore
Macchia Valfortore ist eine italienische Gemeinde (comune) in der Provinz Campobasso in der Region Molise und hat 470 Einwohner (Stand 31. Dezember 2023). Die Gemeinde liegt etwa 20,5 Kilometer ostnordöstlich von Campobasso am Lago di Occhito, gehört zur Comunità Montana del Fortore Molisano und grenzt unmittelbar an die Provinz Foggia (Apulien).

## Verkehr
Durch die Gemeinde führt die frühere Strada Statale 212 della Val Fortore (heute eine Provinzstraße) von Benevento nach Ripabottoni.